# Казановское сельское поселение (Челябинская область)
Казановское се́льское поселе́ние — муниципальное образование в Варненском районе Челябинской области Российской Федерации. В рамках административно-территориального устройства муниципальное образование  соответствует административно-территориальной единице Казановский сельсовет.
Административный центр — посёлок Казановка.

## История
Статус и границы сельского поселения установлены Законом Челябинской области от 9 июля 2004 года № 240-ЗО «О статусе и границах Варненского муниципального района и сельских поселений в его составе».

## Население
| 2002 | 2010 | 2011 | 2012 | 2013 | 2014 | 2015 |
| ---- | ---- | ---- | ---- | ---- | ---- | ---- |
| 632  | ↘528 | ↘526 | ↘514 | ↘473 | ↘457 | ↘447 |
| 2016 | 2017 | 2018 | 2019 | 2020 | 2021 |      |
| ↘426 | ↗443 | ↘441 | ↘430 | ↗442 | ↘441 |      |

## Состав сельского поселения
| № | Населённый пункт | Тип населённого пункта          | Население |
| - | ---------------- | ------------------------------- | --------- |
| 1 | Казановка        | посёлок, административный центр | ↘441      |